# 明峰駅
明峰駅（めいほうえき）は、石川県小松市松梨町にある、IRいしかわ鉄道線の駅である。

## 歴史
- 1988年（昭和63年）10月1日：周辺住民の要望により、寺井駅（現在の能美根上駅） - 小松駅間に開業する[1][2][3][4]。
- 2017年（平成29年）4月15日：ICカード「ICOCA」の利用が可能になる[5][6][7][8][9]。
- 2024年（令和6年）3月16日：北陸新幹線 金沢駅 - 敦賀駅延伸開業に伴い、IRいしかわ鉄道の駅になる。

## 駅構造
相対式ホーム2面2線を有する高架駅。分岐器や絶対信号機を持たないため、停留所に分類される。ホームは盛土上に面しているため、分類上は高架駅となる。
駅舎はないが、各ホームに待合所が設置されている。また、ホームは鉄筋を組み合わせた土台にコンクリートパネルを敷き詰めた、きわめて簡易な構造のものである。上下ホームは横断地下道で結ばれている。
小松駅管理の無人駅で、自動券売機が下り線の待合室に設置されている。

### のりば
| のりば | 路線              | 方向 | 行先           |
| ------ | ----------------- | ---- | -------------- |
| 1      | ■IRいしかわ鉄道線 | 上り | 小松・福井方面 |
| 2      | ■IRいしかわ鉄道線 | 下り | 金沢方面       |

- 長らくのりば番号が設定されていなかったが、2018年までには設定された。上りホームが1番のりば、下りホームが2番のりばである。

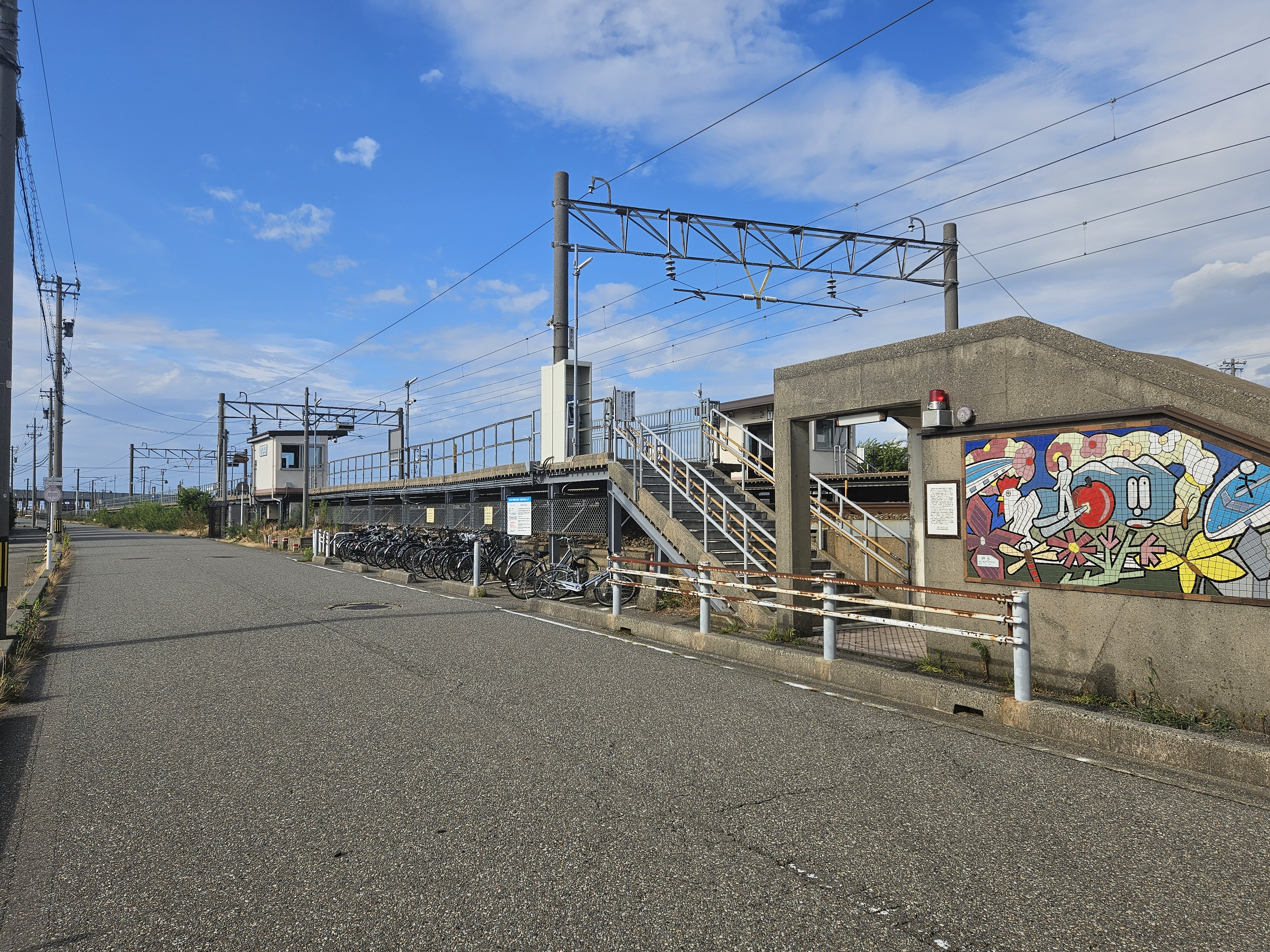
駅全景（2025年8月）
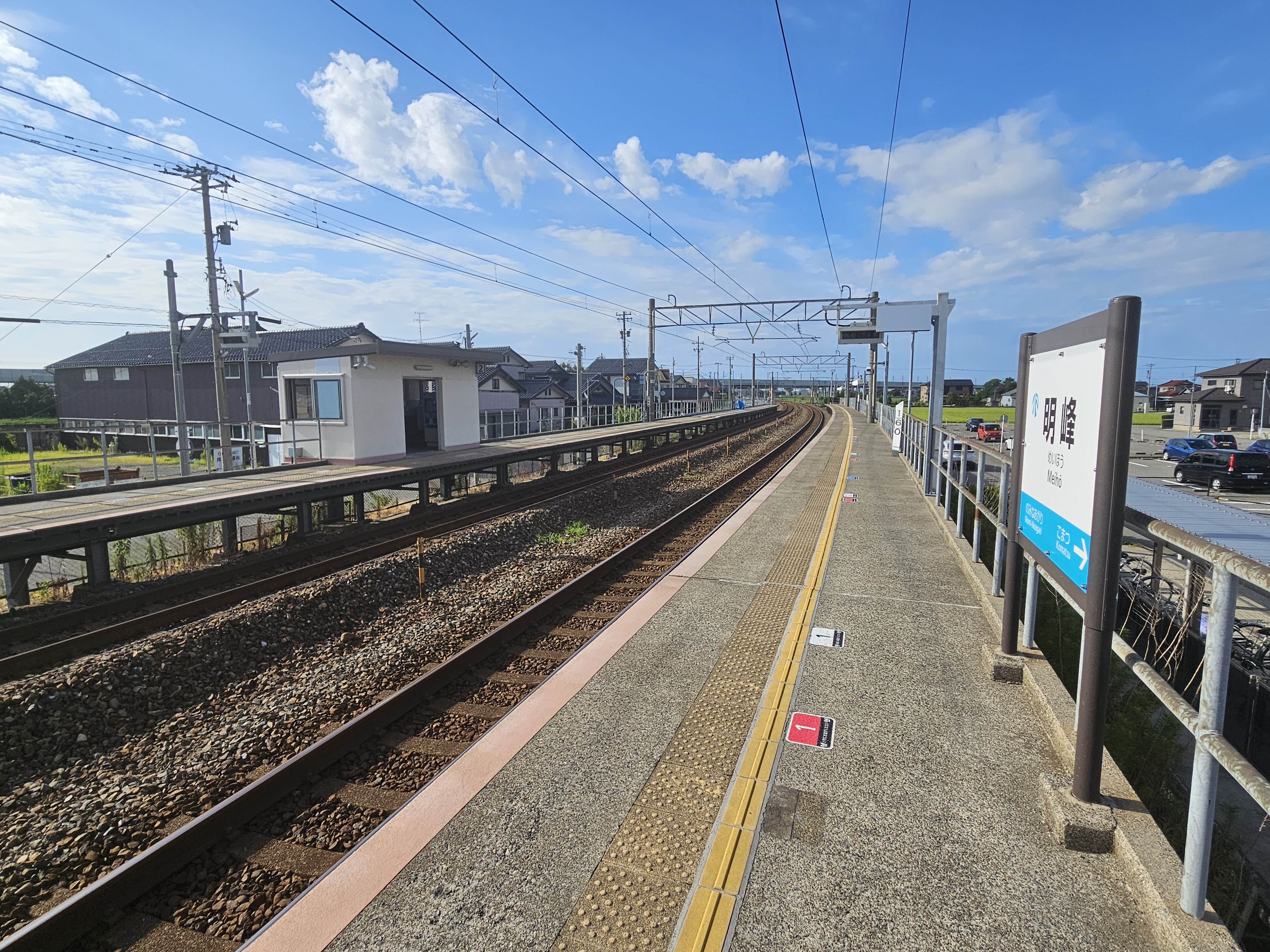
ホーム（2025年8月）

## 利用状況
「小松市統計書」によると、近年の1日平均乗車人員は以下のとおりである。
| 年度   | 1日平均 乗車人員 |
| ------ | ---------------- |
| 1995年 | 395              |
| 1996年 | 390              |
| 1997年 | 399              |
| 1998年 | 374              |
| 1999年 | 357              |
| 2000年 | 341              |
| 2001年 | 330              |
| 2002年 | 350              |
| 2003年 | 362              |
| 2004年 | 375              |
| 2005年 | 355              |
| 2006年 | 359              |
| 2007年 | 360              |
| 2008年 | 364              |
| 2009年 | 372              |
| 2010年 | 414              |
| 2011年 | 423              |
| 2012年 | 442              |
| 2013年 | 451              |
| 2014年 | 433              |
| 2015年 | 486              |
| 2016年 | 527              |
| 2017年 | 518              |
| 2018年 | 531              |
| 2019年 | 532              |

## 駅周辺
駅東口に市営の駐車場がある。駅西口は個人の月極め駐車場、東口も大半は個人の月極め駐車場となっている。
- 石川県立小松北高等学校
- 石川県立小松明峰高等学校
- 小松市立犬丸小学校
- 小松市立板津中学校
- ドン・キホーテ 小松店
- 北鉄加賀バス「板津中学校前」停留所 - 寺井線

## 隣の駅
IRいしかわ鉄道
■IRいしかわ鉄道線
■快速
通過
■普通
小松駅 - 明峰駅 - 能美根上駅